# Американо-гватемальские отношения
Американо-гватемальские отношения — двусторонние дипломатические отношения между США и Гватемалой.
По данным Государственного департамента США, отношения с Гватемалой традиционно являются близкими, хотя иногда были напряжёнными в отношении прав человека, гражданских и военных прав.
Согласно мировому опросу общественного мнения, 82 % гватемальцев положительно относились к Соединённым Штатам в 2002 году. Согласно Отчёту о глобальном лидерстве США за 2012 год, 41 % гватемальцев одобряют лидерство США, 16 % не одобряют и 43 % затруднились с ответом. В 2017 году 67 % гватемальцев имели либо «хорошее», либо «очень хорошее» восприятие Соединённых Штатов по сравнению с 80 % в 2015 году.

## История
Центральное разведывательное управление (ЦРУ) США имеет опыт вмешательства в политическую жизнь Гватемалы на протяжении нескольких десятилетий. Гватемала граничит с северной частью Тихого океана и Гондурасским заливом (также известным как Карибское море). Из-за близости Гватемалы, опасаясь растущего влияния Советского Союза, правительство Соединённых Штатов стало вмешиваться во внутренние дела этой страны во время холодной войны. В интервью руководитель ЦРУ в Мексике Говард Хант заявил: «Мы столкнулись здесь с очевидным вмешательством иностранной державы, потому что эти отечественные партии на самом деле не являются местными, их финансирует или консультирует иностранная держава, то есть Советский Союз». ЦРУ предприняло операцию PBFortune, чтобы свергнуть демократически избранного Хакобо Арбенса в результате государственного переворота в Гватемале 1954 года. Карлос Кастильо Армас сменил его, став военным диктатором. Впоследствии в Гватемале на протяжении десятилетий у власти находились представители военных диктатур. Между 1962 и 1996 годами «левые» повстанцы сражались с поддерживаемыми США военными правительствами во время гражданской войны в Гватемале.

## Политические цели США в Гватемале

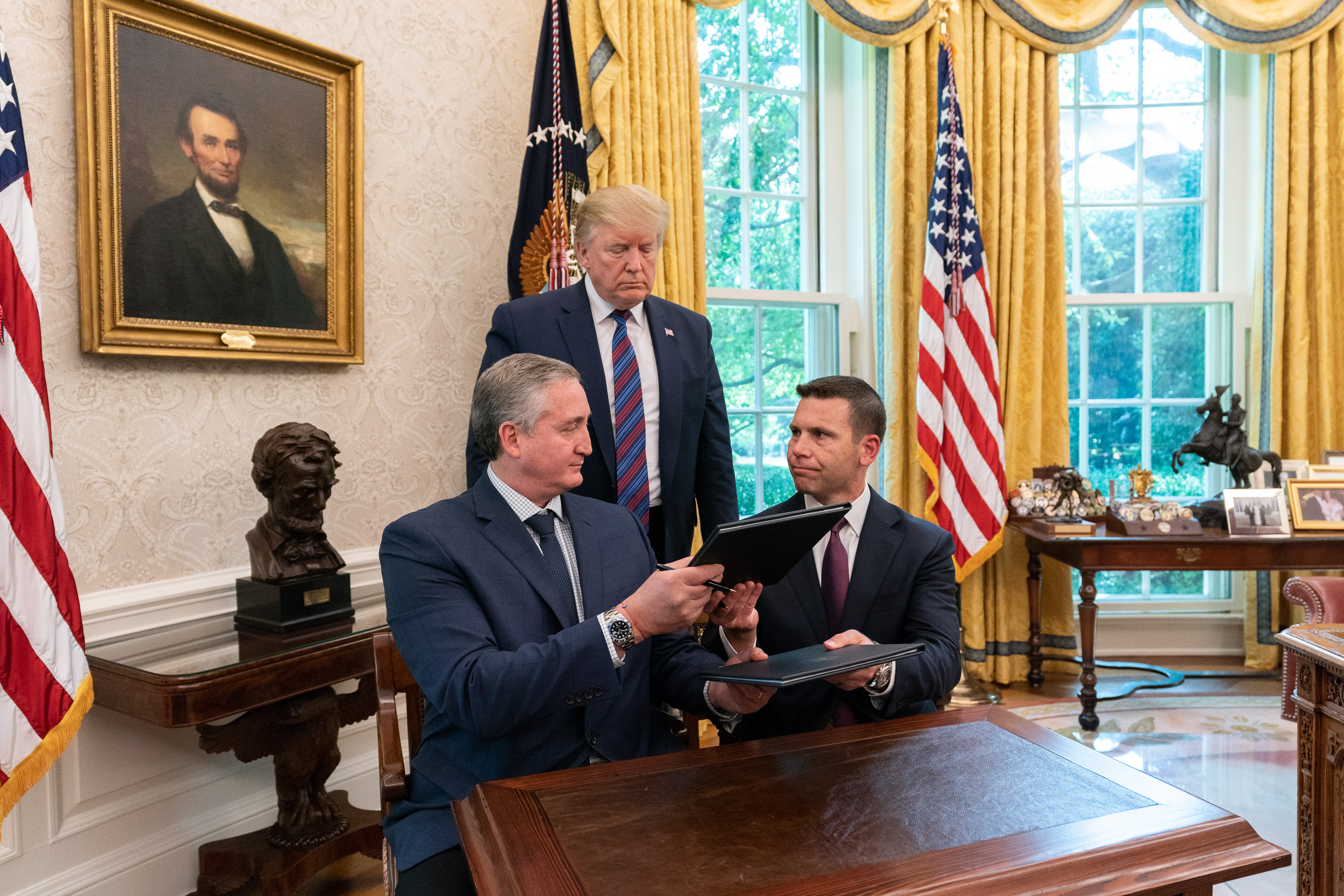
Президент США Дональд Трамп наблюдает, как министр внутренних дел Гватемалы Энрике Дегенхарт Астуриас (слева) и исполняющий обязанности министра внутренней безопасности США Кевин Макалинан (справа) подписывают Соглашение о сотрудничестве в 2019 году

Государственный департамент США перечисляет политические цели в Гватемале, которые включают:
- Поддержание институционализации демократии и процесса мирных соглашений;
- Поощрение защиты прав человека и верховенства закона, а также работу Международной комиссии по борьбе с безнаказанностью в Гватемале;
- Поддержание экономического роста, устойчивого развития и взаимовыгодных коммерческих отношений;
- Сотрудничество в борьбе с отмыванием денег, коррупцией, незаконным оборотом наркотиков, торговлей людьми и другой транснациональной преступностью;
- Поддержка интеграции Центральной Америки посредством разрешения пограничных/территориальных споров[1].

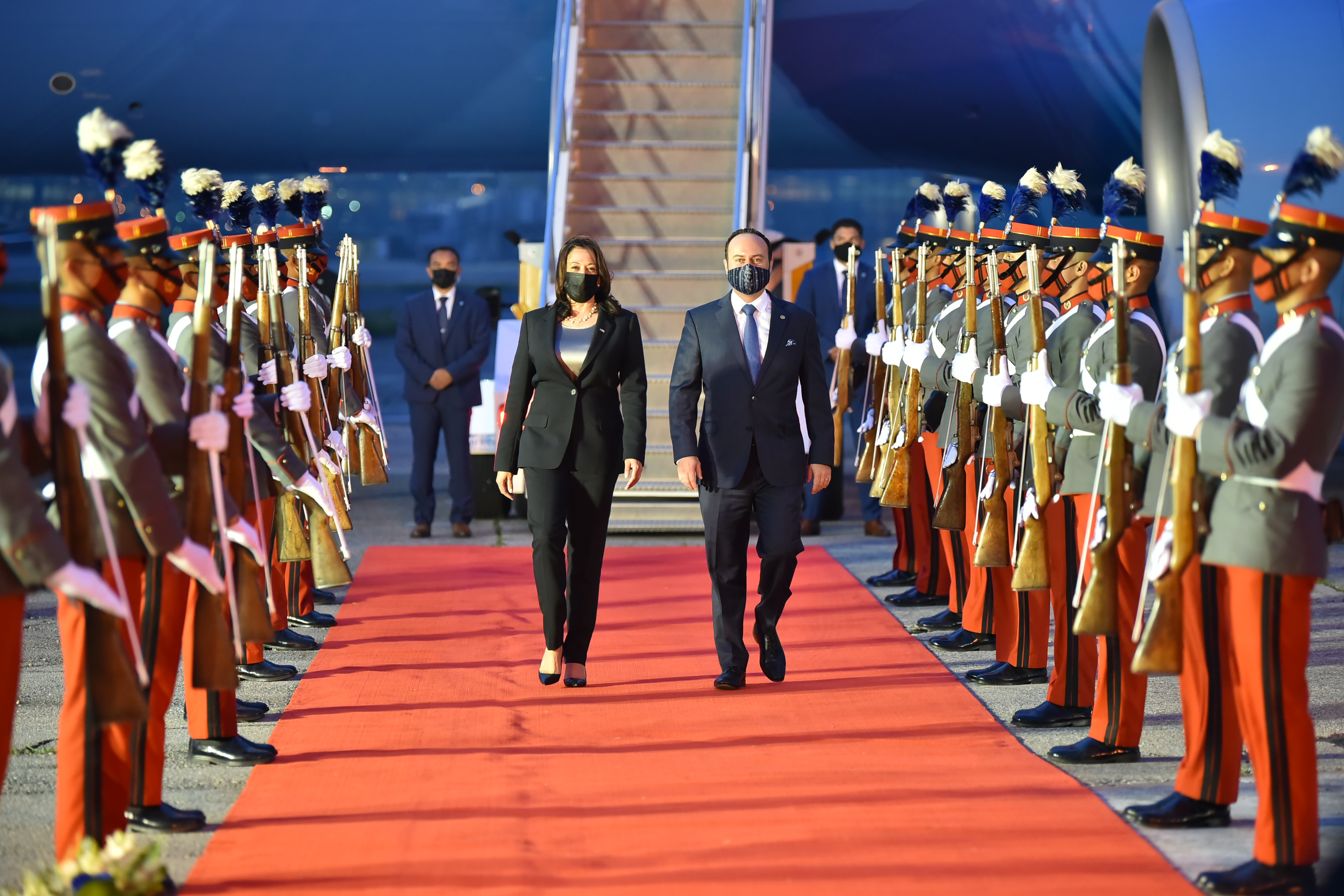
Вице-президент США Камала Харрис с министром иностранных дел Гватемалы Педро Броло во время её визита в Гватемалу в 2021 году

Госдепартамент США заявляет, что страна является членом коалиции «Los Amigos de Guatemala», наряду с Колумбией, Мексикой, Испанией, Норвегией и Венесуэлой, которая сыграла важную роль в мирных соглашениях под наблюдением ООН. Соединённые Штаты поддерживают шесть существенных мирных соглашений и три процедурных соглашения, которые в сочетании с подписанием окончательного соглашения 29 декабря 1996 года образуют план глубоких политических, экономических и социальных изменений в Гватемале. С этой целью правительство Соединённых Штатов выделило более 500 миллионов долларов США на поддержку в установлении мира с 1997 года.
Госдепартамент США заявляет, что большая часть помощи Гватемале предоставляется через Агентство США по международному развитию (USAID). Текущая программа USAID для Гватемалы основана на достижениях мирного процесса, последовавшего за подписанием мирных соглашений в декабре 1996 года, а также на достижениях мирной программы 1997—2004 годов и направлена на достижение внешнеполитических целей Соединённых Штатов, уделяя особое внимание потенциалу Гватемалы как самого важного экономического и коммерческого партнера в этом регионе, но также признаёт отставание социальных показателей страны и высокий уровень бедности.

## Миграционная политика
Во время правления президента США Дональда Трампа высказывалось мнение о предоставлении убежища мигрантам из Гватемалы и других стран Центральной Америки, а также были предприняты усилия по использованию территории Гватемалы для ограничения числа мигрантов из Центральной Америки в США.
15 июля 2019 года президент Гватемалы Джимми Моралес отменил встречу с президентом США Дональдом Трампом после того, как Верховный суд Гватемалы вынес судебный запрет против предложенной сделки, касающейся ограничения числа гватемальских мигрантов, прибывающих в Соединённые Штаты Америки. Ожидалось, что Джимми Моралес под давлением правительства США подпишет соглашение, которое также предусматривало использование Гватемалы в качестве территории, где мигранты Центральной Америки, пересекающие границу этой страны, должны были подать заявление о предоставлении убежища перед прибытием в США. Соглашение было расторгнуто администрацией Джо Байдена 5 февраля 2021 года.

## Дипломатические представительства
США в Гватемале
- Гватемала (посольство)

Гватемалы в США
- Вашингтон (посольство)
- Атланта (генеральное консульство)
- Чикаго (генеральное консульство)

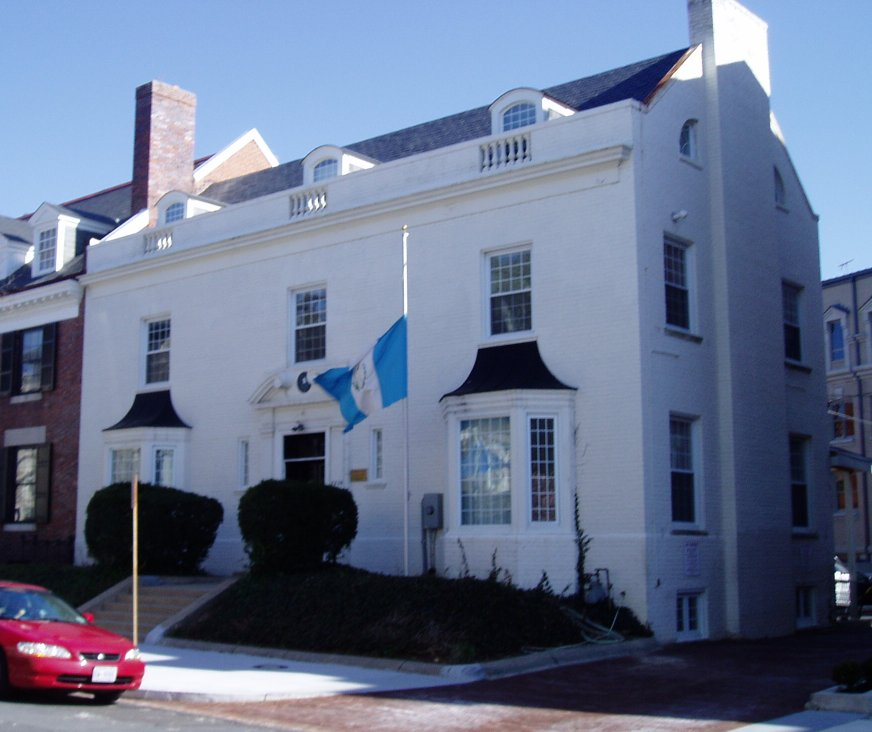
Посольство Гватемалы в Вашингтоне

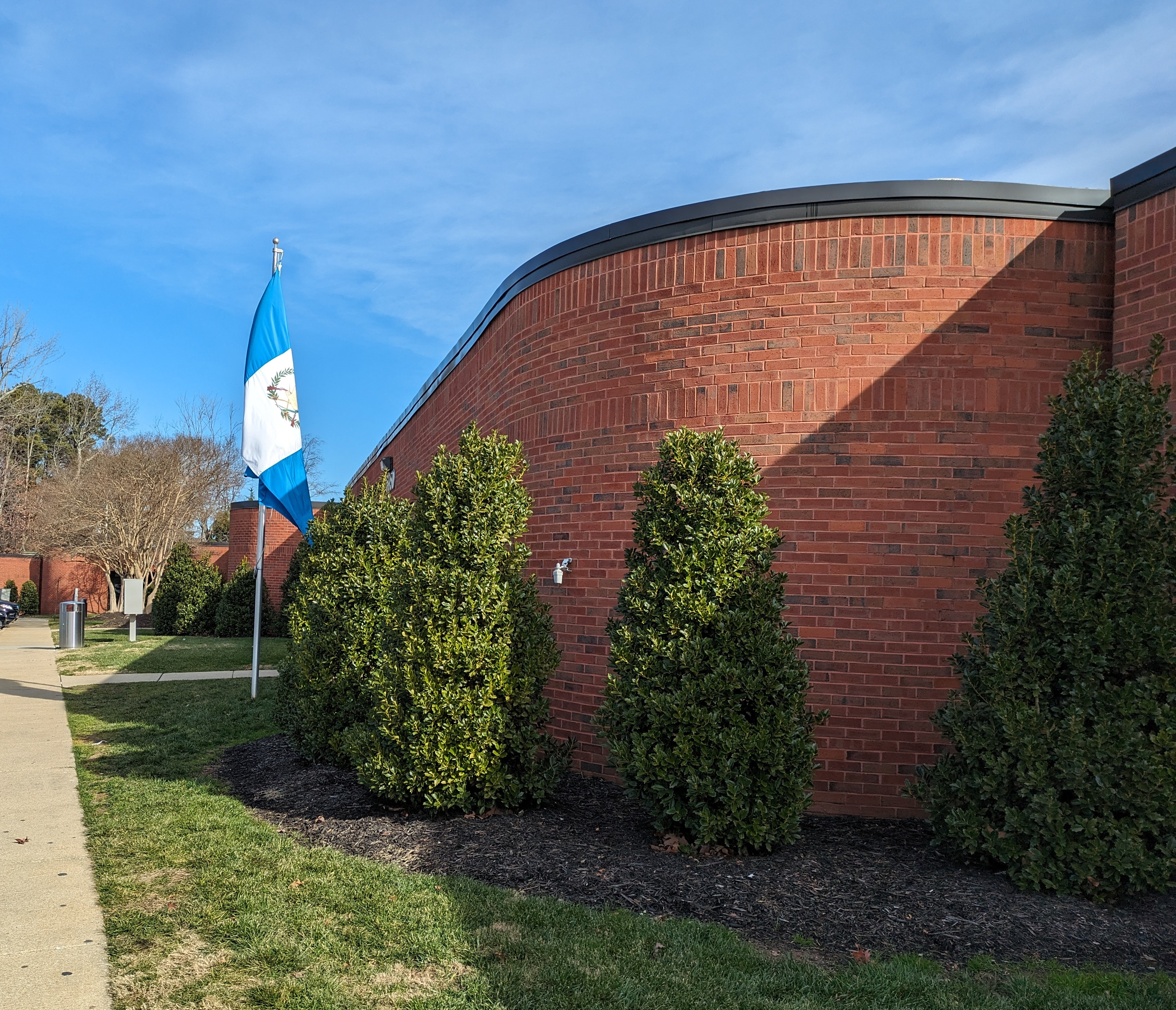
Генеральное консульство Гватемалы в Роли

- Колумбус (генеральное консульство)
- Денвер (генеральное консульство)
- Хьюстон (генеральное консульство)
- Лос-Анджелес (генеральное консульство)
- Майами (генеральное консульство)
- Нашвилл (генеральное консульство)
- Нью-Йорк (генеральное консульство)
- Оклахома-Сити (генеральное консульство)
- Омаха (генеральное консульство)
- Филадельфия (генеральное консульство)
- Финикс (генеральное консульство)
- Провиденс (генеральное консульство)
- Роли (генеральное консульство)
- Сан-Франциско (генеральное консульство)
- Сиэтл (генеральное консульство)
- Даллас (консульство)
- Дель-Рио (консульство)
- Лейк-Уэрт-Бич (консульство)
- Мак-Аллен (консульство)
- Риверхед (консульство)
- Сан-Бернардино (консульство)
- Силвер-Спринг (консульство)
- Тусон (консульство)